# Liste der Einträge im National Register of Historic Places im Carter County (Oklahoma)
Diese Liste der Einträge im National Register of Historic Places im Carter County (Oklahoma) enthält alle im Carter County, Oklahoma in das National Register of Historic Places eingetragenen Gebäude, Bauwerke, Objekte, Stätten oder historischen Distrikte.
Diese Liste entspricht dem Bearbeitungsstand des National Park Service/National Register of Historic Places vom 11. Oktober 2024.

## Legende
| NRHP | Historic Place             |
| HD   | National Historic District |

## Aktuelle Einträge
| [ 2 ] | Name                                            | Bild                                            | Eintragsdatum                 | Lage | Ort              | Beschreibung |
| ----- | ----------------------------------------------- | ----------------------------------------------- | ----------------------------- | --- | ---------------- | ------------ |
| 1     | Ardmore Carnegie Library                        | weitere Bilder                                  | 2. Juni 2000 ID-Nr. 00000620  | 511 Stanley, SW. 34° 10′ 14″ N, 97° 8′ 7″ W | Ardmore          |              |
| 2     | Ardmore Historic Commercial District            | weitere Bilder                                  | 14. März 1983 ID-Nr. 83002080 | Main St. von der ehemaligen Atchison, Topeka and Santa Fe Railway Eisenbahnstrecke zur B Street, von der N. Washington zur Main und 2nd Avenue 34° 10′ 16″ N, 97° 7′ 41″ W | Ardmore          |              |
| 3     | Ardmore Municipal Auditorium                    | Ardmore Municipal Auditorium                    | 8. März 2006 ID-Nr. 06000117  | 220 West Broadway 34° 10′ 27″ N, 97° 7′ 50″ W | Ardmore          |              |
| 4     | Bethel Missionary Baptist Church                | Bethel Missionary Baptist Church                | 12. Jan. 1995 ID-Nr. 94001519 | südöstlich der Straßenecke der Webster und Lane Street 34° 28′ 56″ N, 97° 27′ 41″ W                                                                                        | Tatums           |              |
| 5     | Black Theater of Ardmore                        | Black Theater of Ardmore                        | 22. Juni 1984 ID-Nr. 84002978 | 536 E. Main Street 34° 10′ 13″ N, 97° 7′ 22″ W | Ardmore          |              |
| 6     | Brady Cabin                                     |                                                 | 5. Dez. 1977 ID-Nr. 77001090  | nordwestlich von Ardmore 34° 25′ 21″ N, 97° 25′ 45″ W | Ardmore          |              |
| 7     | Carter County Courthouse                        | weitere Bilder                                  | 22. März 1985 ID-Nr. 85000678 | 1st und B Street, SW 34° 10′ 19″ N, 97° 7′ 47″ W | Ardmore          |              |
| 8     | Central Park Bandstand                          | weitere Bilder                                  | 6. Dez. 2006 ID-Nr. 06001111  | südwestlich von der Straßenkreuzung der W. Main und E Street 34° 10′ 25″ N, 97° 8′ 3″ W                                                                                    | Ardmore          |              |
| 9     | Choctaw, Oklahoma and Gulf Railroad Viaduct     |                                                 | 11. Dez. 2007 ID-Nr. 07001266 | an der Straßenkreuzung der G Street und der ehemaligen Eisenbahnstrecke der St. Louis–San Francisco Railway 34° 10′ 44″ N, 97° 7′ 6″ W                                     | Ardmore          |              |
| 10    | Dornick Hills Country Club                      | Dornick Hills Country Club                      | 2. Sep. 2003 ID-Nr. 03000877  | 519 N. Country Club Road 34° 13′ 12″ N, 97° 8′ 15″ W | Ardmore          |              |
| 11    | Douglass High School Auditorium                 | Douglass High School Auditorium                 | 11. Juli 1984 ID-Nr. 84002981 | 800 M St., NE. 34° 10′ 49″ N, 97° 7′ 21″ W | Ardmore          |              |
| 12    | Dunbar School                                   | Dunbar School                                   | 22. Juni 1984 ID-Nr. 84002985 | 13 6th St., SE. 34° 10′ 10″ N, 97° 7′ 14″ W | Ardmore          |              |
| 13    | Galt-Franklin Home                              | Galt-Franklin Home                              | 22. Mai 1986 ID-Nr. 86001132  | 400 Country Club Road 34° 12′ 56″ N, 97° 8′ 8″ W | Ardmore          |              |
| 14    | Hardy Murphy Coliseum                           | Hardy Murphy Coliseum                           | 8. März 2006 ID-Nr. 06000118  | 600 Lake Murray Drive S. 34° 9′ 42″ N, 97° 7′ 11″ W | Ardmore          |              |
| 15    | Healdton Armory                                 | Healdton Armory                                 | 7. Apr. 1994 ID-Nr. 94000280  | Straßenkreuzung der 4th und Franklin Street 34° 14′ 1″ N, 97° 29′ 13″ W | Healdton         |              |
| 16    | Healdton Oil Field Bunk House                   |                                                 | 26. Sep. 1985 ID-Nr. 85002518 | nördlich von Wilson 34° 13′ 2″ N, 97° 24′ 34″ W | Wilson           |              |
| 17    | Johnson Home                                    | Johnson Home                                    | 22. Mai 1986 ID-Nr. 86001133  | 400 Country Club Road 34° 12′ 54″ N, 97° 8′ 3,8″ W | Ardmore          |              |
| 18    | Lake Murray State Park                          | weitere Bilder                                  | 12. Okt. 2001 ID-Nr. 01001097 | südöstlich der Straßenkreuzung der U.S. Route 70 und der U.S. Route 77 34° 4′ 56″ N, 97° 4′ 13″ W                                                                          | Ardmore          |              |
| 19    | Oklahoma, New Mexico and Pacific Railroad Depot | Oklahoma, New Mexico and Pacific Railroad Depot | 22. Juli 1982 ID-Nr. 82003671 | N. Washington und NE. 3rd 34° 10′ 35″ N, 97° 7′ 36″ W | Ardmore          |              |
| 20    | Sayre-Mann House                                | Sayre-Mann House                                | 11. Mai 1982 ID-Nr. 82003672  | 323 F St., SW. 34° 10′ 7″ N, 97° 8′ 9″ W | Ardmore          |              |
| 21    | Turner House                                    | Turner House                                    | 9. Sep. 2013 ID-Nr. 13000703  | 1501 3rd Avenue SW. 34° 10′ 12″ N, 97° 8′ 50,3″ W | Ardmore          |              |
| 22    | Young Cemetery                                  |                                                 | 1. Dez. 2020 ID-Nr. 100005859 | nördlich der Seven Sisters Hills Road 34° 17′ 49,9″ N, 96° 58′ 36,1″ W | Ardmore vicinity |              |
| 23    | Zaneis School Teacher's Dormitory               |                                                 | 15. Aug. 1985 ID-Nr. 85001800 | in der Nähe der U.S. Route 70 34° 10′ 20″ N, 97° 29′ 57,8″ W | Healdton         |              |